# Аксиос
Аксиос (грч. Άξιος — „достојан”) је литургијска акламација (узвик) верника у току хиротоније црквенослужитеља. Аксиос указује не само на прихватање од стране заједнице њеног новог пастира, него има и смисао молитве за новохиротонисаног — да буде достојан!